# Daniel Rebull
Daniel Rebull Cabré (Tivisa, Tarragona, 1889 – Barcelona, 1958) fue un sindicalista y político español, militante de la Confederación Nacional del Trabajo (CNT) y del Partido Obrero de Unificación Marxista (POUM). Utilizó el seudónimo de David Rey.
Mecánico de profesión, se afilió en 1910 a la CNT y fue secretario del Sindicato de la Metalurgia. Emigró a Alemania a trabajar durante tres años y al volver, en 1917, regresó a la dirección del sindicato metalúrgico de Barcelona. Formó parte del comité de huelga de La Canadiense y fue encarcelado acusado de componer e imprimir clandestinamente, en Villafranca del Panadés, el periódico Solidaridad Obrera, que estaba prohibido. Asistió al II Congreso Confederal de la CNT, celebrado en Madrid en diciembre de 1919, como delegado del Comité de la Federación Local de Barcelona, de la que sería secretario. En noviembre de 1920 fue encarcelado en el buque Giralda y deportado al castillo de la Mola de Mahón. 
En esa etapa se afilió al Bloque Obrero y Campesino (BOC), encabezado por Joaquín Maurín. En 1931 asistió al congreso de la CNT celebrado en Madrid, formando parte de la delegación de Tárrega (Lérida). En 1935 participó en la fundación del POUM. Tras el estallido de la guerra civil española en 1936 y las Jornadas de mayo de 1937 que desencadenaron la represión del gobierno republicano contra el partido, fue encarcelado, a pesar de que en el proceso posterior el tribunal consideró que no había participado en dichos sucesos y decretó su absolución. Permaneció en prisión hasta que en enero de 1939, poco antes de la caída de Barcelona ante las tropas franquistas, consiguió evadirse, pero rechazó escapar junto al resto de sus compañeros al exilio, debido a cuestiones familiares. Tras la victoria de los sublevados, la Quinta columna le delató y fue de nuevo encarcelado, esta vez por los fascistas, y condenado a muerte. La condena le sería conmutada por la de prisión. En libertad condicional en 1946, volvió a formar parte del Comité clandestino del POUM, actividad por la que sería nuevamente encarcelado en diversas ocasiones.
- Datos: Q6420778